# BeTipul
BeTipul (hebr. בטיפול „in Behandlung“) ist der Titel einer erfolgreichen, mehrfach ausgezeichneten und adaptierten israelischen Fernsehserie über einen Psychotherapeuten und die Therapie-Sitzungen mit seinen wöchentlich wiederkehrenden Patienten. Zwischen 2005 und 2008 wurden zwei Staffeln produziert (erste Staffel: 45 Folgen; zweite Staffel: 35 Folgen).
Es finden sich in den verschiedenen Quellen unter anderem auch die Transkriptionen Batipul, Betipul, Bitipul, Be Tipul, Bi Tipul, Be'Tipul, Bi'Tipul, Be-Tipul und Bi-Tipul.

## Auszeichnungen
Bei der Vergabe der Israeli Academy Awards für die Kategorie Drama gewann die Serie in ihrer ersten Staffel alle Nominierungen, darunter „Beste Dramaserie“, „Bester Schauspieler“, „Beste Schauspielerin“, „Bestes Drehbuch“ und „Beste Regie“.
Staffel zwei war erneut in der Kategorie „Beste Dramaserie“ nominiert; allerdings musste sich die Serie diesmal Parashat Hashavua geschlagen geben. Dafür war die Serie siebenfach nominiert und eroberte erneut die Auszeichnung für den besten Schauspieler, die beste Schauspielerin sowie für das beste Drehbuch.

## Adaptionen
Die Serie ist das unmittelbare Vorbild für die ersten beiden Staffeln der US-Serie In Treatment – Der Therapeut (2008 und 2009).
Im April 2009 erwarb die HBO-Division Central Europe die Formatrechte für BeTipul von der Dori Media Group und kündigte Versionen der Serie für Rumänien, Moldawien, Serbien, der Tschechischen Republik, Polen, der Slowakei und Ungarn mit Hagai Levi als ausführender Produzent an.
Die rumänische Version mit Marcel Iureș in der Titelrolle und namens În derivă („Abdriften“) erschien am 6. Dezember 2009. Die serbische Adaption Na terapiji („In Therapie“) erschien ebenfalls 2009. Eine niederländische Version unter dem Namen In therapie  („In Therapie“) wurde am 26. Juli 2010 veröffentlicht. Die tschechische Version mit Karel Roden als Therapeut Marek Pošta wurde erstmals im September 2011 unter dem Namen Terapie („Therapie“) ausgestrahlt. Eine polnische Version mit Jerzy Radziwiłowicz in der Hauptrolle erschien am 17. Oktober 2011 als Bez tajemnic („Ohne Geheimnisse“). Die ungarische Variante Terápia („Therapie“) wurde am 22. Oktober 2012 erstmals ausgestrahlt, mit Pál Mácsai und Erika Marozsán in den Hauptrollen.
Eine französische Version mit dem Titel En Thérapie („In Therapie“) mit Frédéric Pierrot in der Hauptrolle war ab 28. Januar 2021 in der Mediathek von Arte abrufbar. Die erste Folge wurde am 4. Februar 2021 auf dem Sender ausgestrahlt.